# Glischrochilus quadriguttatus
Glischrochilus quadriguttatus (лат.) — вид жуков-блестянок. Длина тела взрослых насекомых (имаго) 3,2-5 мм. Тело чёрное. Каждое из надкрылий с двумя жёлтыми волосистыми перевязями, иногда разбитыми на пять точек. Усики, кроме булавы, и лапки рыжие. Живут под корой тополя, бука, дуба.